# Vynohradiv
Vynohradiv (en ukrainien : Виноградів) ou Sévliouche (en ruthène : Сивлюш ; en russe : Виноградов, Vinogradov ; en hongrois : Nagyszőlős ; en roumain : Seleuşu Mare) est une ville de l'oblast de Transcarpatie, en Ukraine, était le centre administratif du raïon de Vynohradiv et se trouve depuis 2020 dans le raïon de Berehove. Sa population s'élevait à 22 976 habitants en 2023.

## Géographie
Vynohradiv est située dans la région historique de Ruthénie, à 21 km ) l'ouest-sud-ouest de Khoust, à 77 km au sud-est d'Oujhorod et à 602 km au sud-ouest de Kiev.

## Histoire
Sévliouche partage l'histoire de la Ruthénie subcarpatique. Elle est mentionnée pour la première fois sous le nom de « Zceuleus » dans un document de 1262, à l'occasion de l'octroi de privilèges urbains. Ce nom est le mot hongrois szőllős (aujourd'hui szőlős), qui signifie « vignoble », et s'explique par l'abondance des vignobles dans la région. La ville de Nagyszőllős, qui est une des plus anciennes du comitat d'Ugocsa, était peuplée de vignerons approvisionnant la cour royale. En 1329, la ville reçut des droits en matière économique et commerciale du roi Charles Robert de Hongrie. Elle demeura ensuite, et jusqu'en 1919, la capitale du comitat d'Ugocsa.
En 1717, presque toute la population périt ou fut déplacée à la suite d'une invasion tatare. En 1880, la ville comptait 4 400 habitants et 7 811 en 1910, dont 5 943 Hongrois, 1 266 Ruthènes et 540 Allemands.
Après la Première Guerre mondiale, en 1919, Nagyszőllős fut rattachée à la Tchécoslovaquie. La communauté juive représente environ 30 % de la population totale. Les juifs seront enfermés dans un ghetto avant leur déportation vers le camp d'Auschwitz.
En 1944, après la prise de contrôle de la ville par l'Armée rouge, environ 4 000 habitants, des civils hongrois de sexe masculin — la Hongrie était alors alliée à l'Allemagne nazie —, furent déportés en Union soviétique, où 70 pour cent périrent en captivité. La ville fut incorporée à la république socialiste soviétique d'Ukraine et passa en 1946 du nom Sevliouch (Севлюш), translittération ruthène du mot hongrois szőlős, au nom Vinogradov en russe ou Vynohradiv en ukrainien, traduction de ce même mot.

## Population

### Démographie
Recensements (*) ou estimations de la population :
| 1880  | 1890  | 1900  | 1910  | 1959*  | 1970*  | 1979*  |
| ----- | ----- | ----- | ----- | ------ | ------ | ------ |
| 4 400 | 5 187 | 5 743 | 7 811 | 15 910 | 20 580 | 22 436 |

| 1989*  | 2001*  | 2012   | 2013   | 2014   | 2015   | 2016   |
| ------ | ------ | ------ | ------ | ------ | ------ | ------ |
| 25 663 | 25 760 | 25 503 | 25 565 | 25 580 | 25 570 | 25 543 |

### Nationalités
D'après le recensement du Royaume de Hongrie de 1910, Nagyszőllős comprenait :
- 76 % de Hongrois ;
- 16,2 % de Ruthènes ;
- 6,9 % d'Allemands.

Au recensement national ukrainien de 2001, Vynohradiv comprenait :
- 71,4 % d'Ukrainiens, dont des Ruthènes comptabilisés comme Ukrainiens ;
- 26,2 % de Hongrois ;
- 1,2 % de Russes ;
- 0,8 % de Roms.

## Transports
Vynohradiv se trouve à 98 km d'Oujhorod par le chemin de fer et à 108 km par la route.

## Culture en quelques images

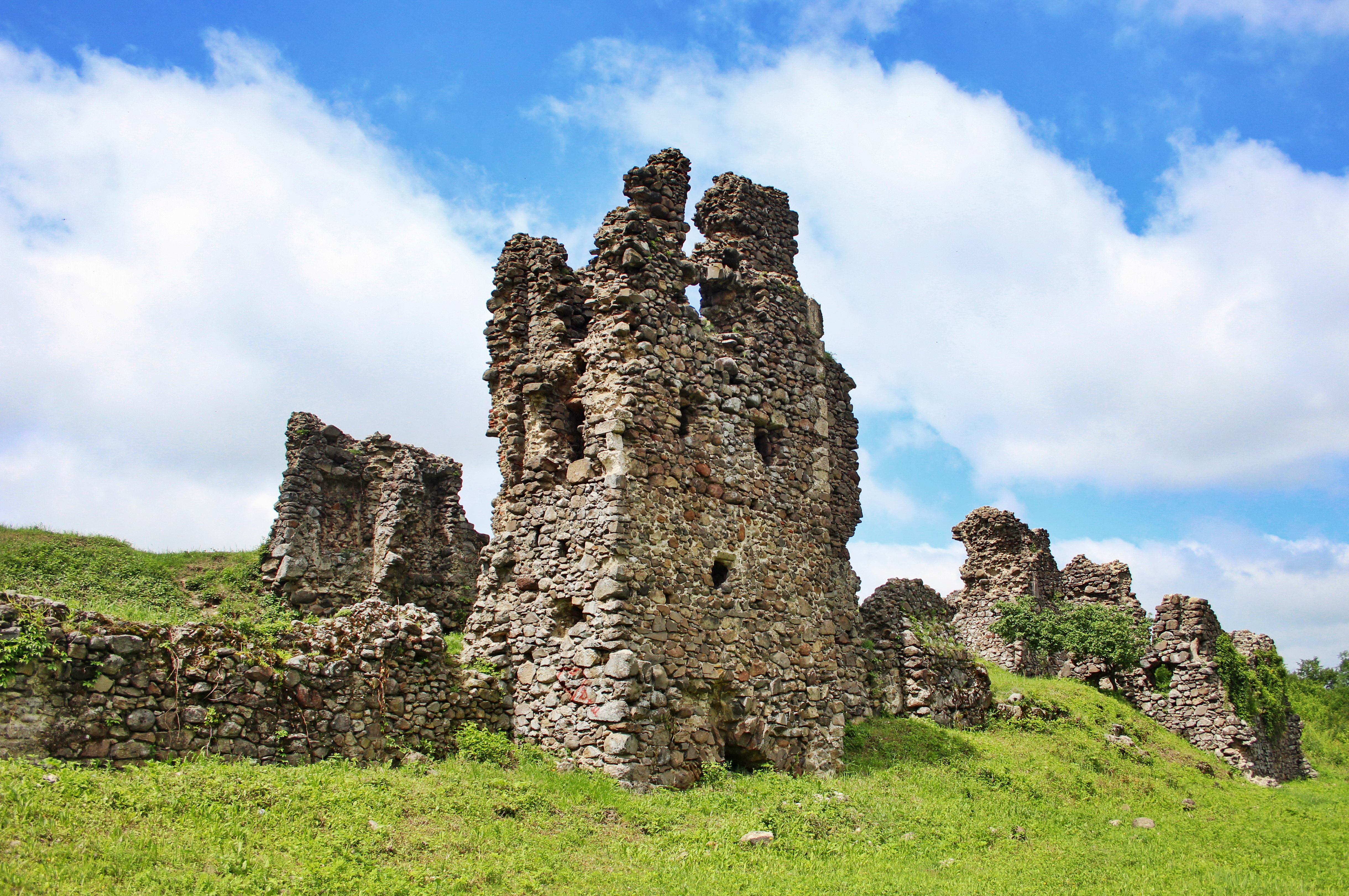
Les ruines du château Ugocsa classé[4],
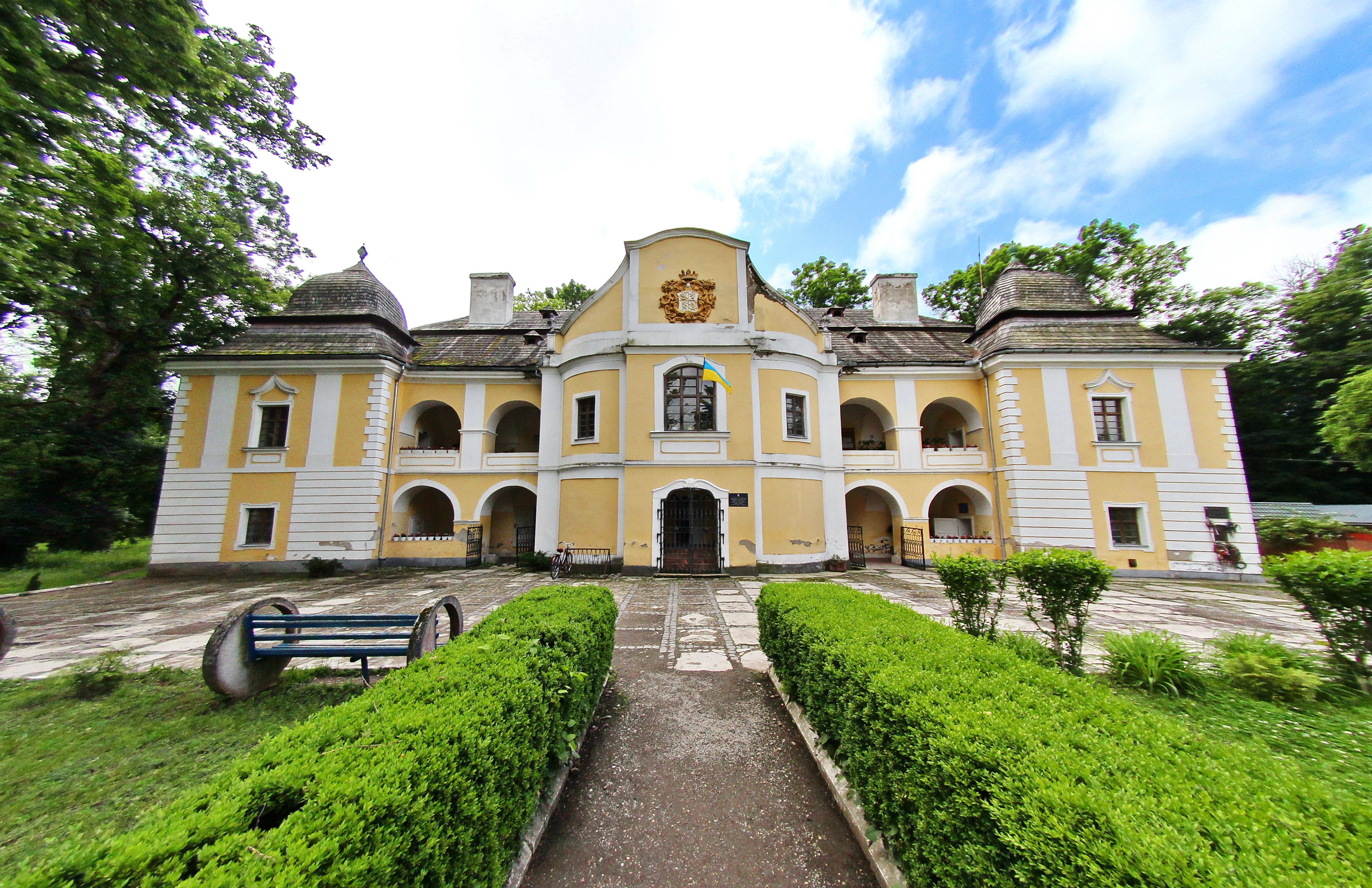
Le palais de Perényich et son parc classé[5],[6],[7],
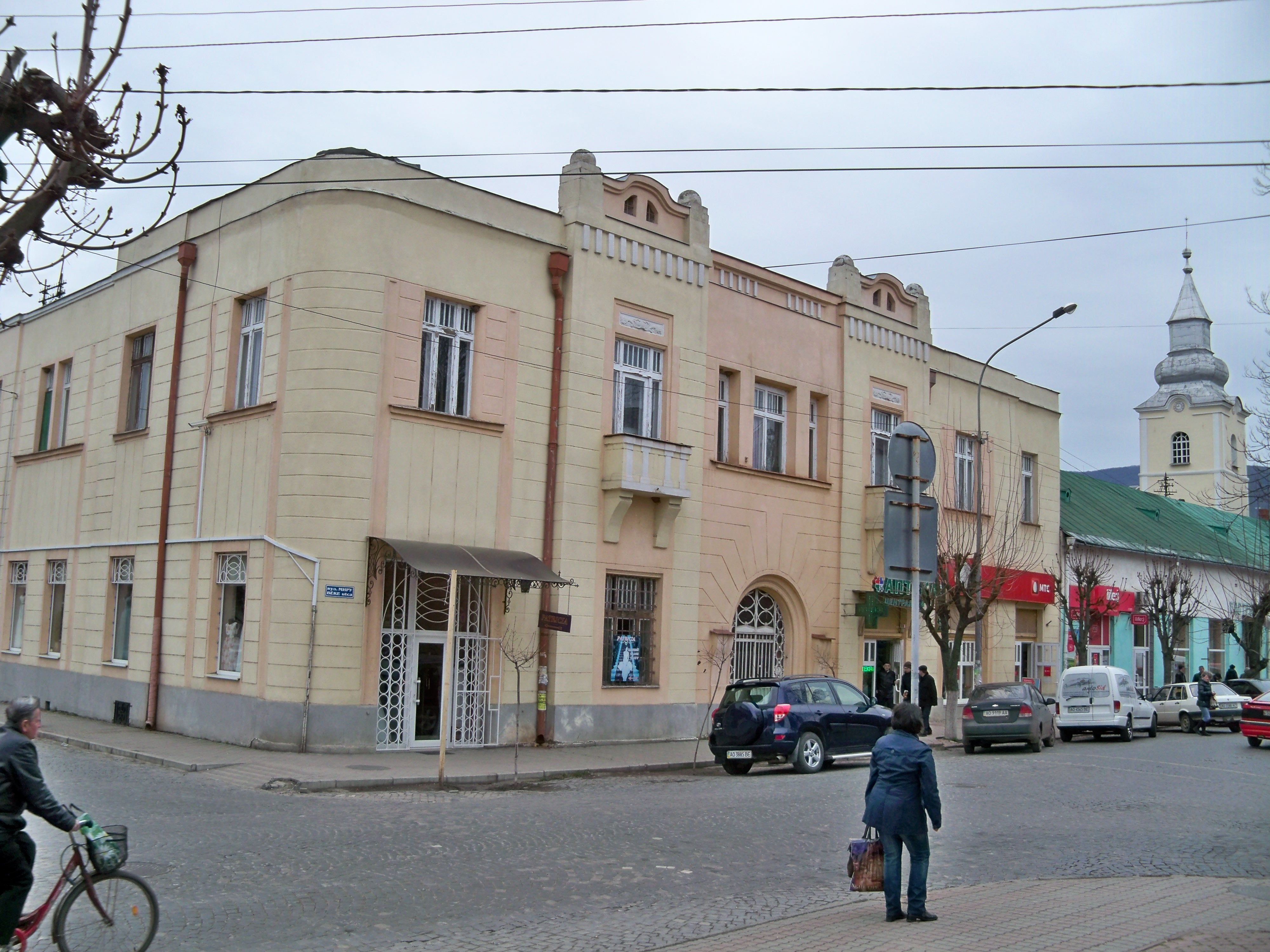
la maison de la rue Myrou classée
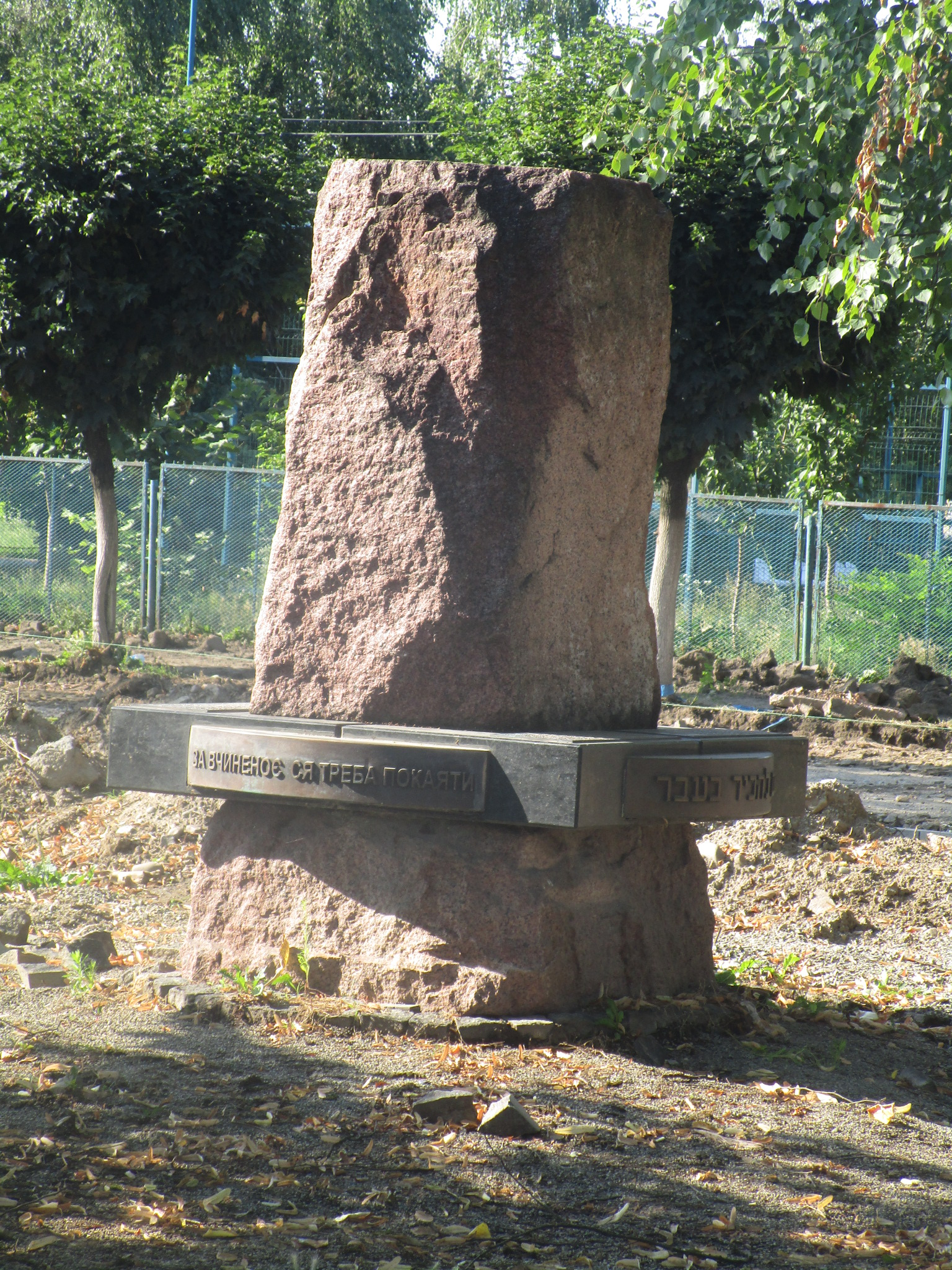
mémorial du ghetto juif classé[9],
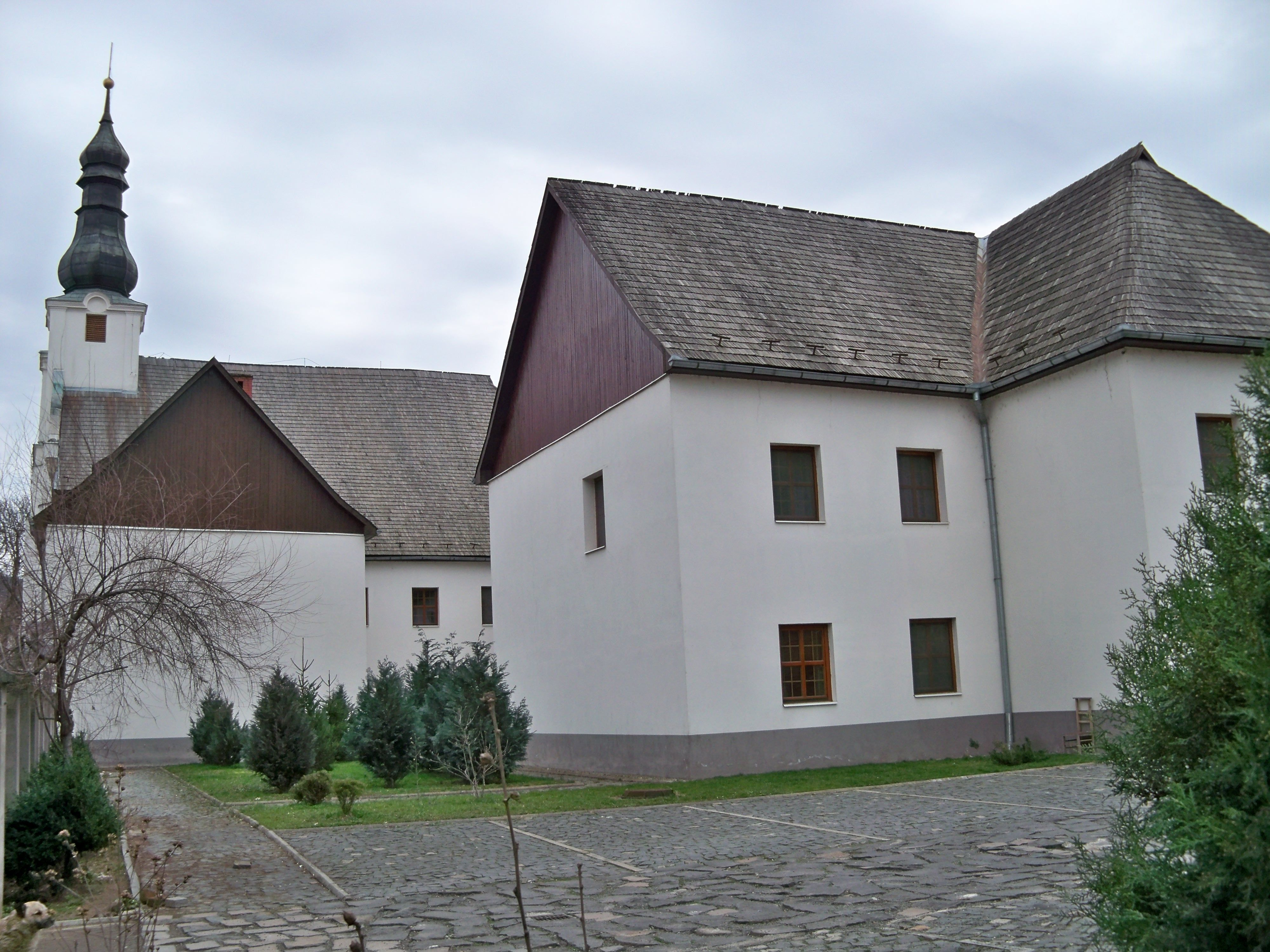
le monastère franciscain classé[10] et son
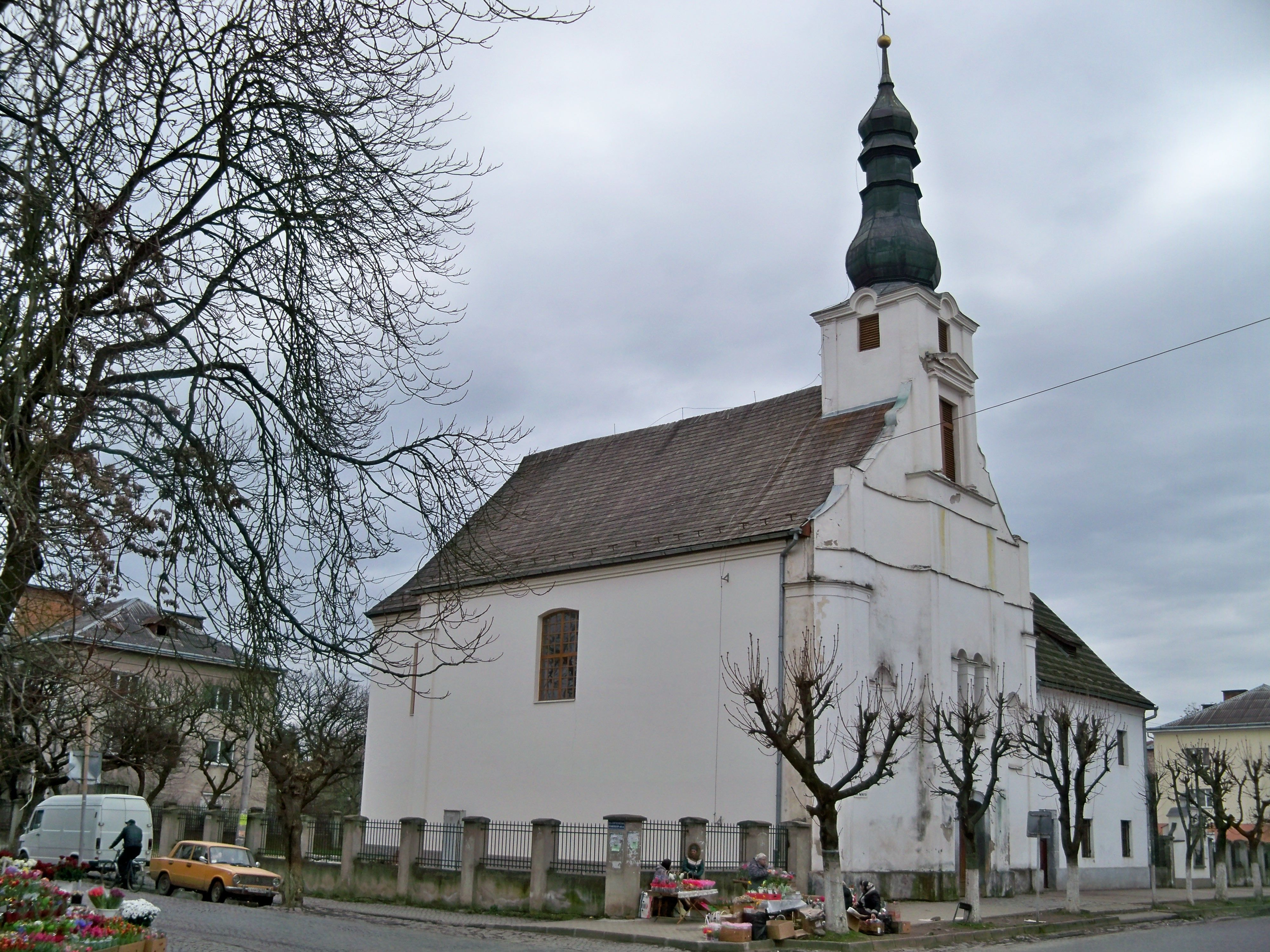
église st-John classée[11].